# Александренко, Максим Сергеевич
Максим Сергеевич Александренко (род. 11 марта 1985) — российский легкоатлет, специалист по бегу на короткие дистанции. Выступал за сборную России по лёгкой атлетике в 2003—2012 годах, обладатель бронзовой медали Универсиады в Бангкоке, многократный победитель и призёр первенств всероссийского значения, участник чемпионата Европы в Хельсинки. Представлял Санкт-Петербург и Новосибирскую область. Мастер спорта России.

## Биография
Максим Александренко родился 11 марта 1985 года.
Занимался лёгкой атлетикой под руководством заслуженных тренеров Александра Григорьевича Бухашеева и Юрия Васильевича Зуенко, выступал за Вооружённые силы, Санкт-Петербург и Новосибирскую область.
Впервые заявил о себе на международном уровне в сезоне 2003 года, когда вошёл в состав российской национальной сборной и выступил на юниорском европейском первенстве в Тампере, где в программе эстафеты 4 × 400 метров выиграл бронзовую медаль.
В 2004 году на юниорском мировом первенстве в Гроссето в беге на 400 метров остановился на стадии полуфиналов.
В 2005 году в эстафете 4 × 400 метров занял седьмое место на молодёжном европейском первенстве Эрфурте.
В 2007 году на зимнем чемпионате России в Волгограде с командой Санкт-Петербурга одержал победу в эстафете 4 × 200 метров. Будучи студентом, представлял страну на Универсиаде в Бангкоке, где вместе с соотечественниками Валентином Кругляковым, Владимиром Антманисом, Дмитрием Буряком, Русланом Баязитовым и Вячеславом Сакаевым завоевал бронзовую награду в эстафете 4 × 400 метров.
На чемпионате России 2008 года в Казани победил в эстафете 4 × 400 метров.
В 2009 году на зимнем чемпионате России в Москве был вторым на дистанции 400 метров и третьим в эстафете 4 × 200 метров. Впоследствии в связи с допинговой дисквалификацией Дениса Алексеева в дисциплине 400 метров переместился на первую позицию, а в эстафете их результат аннулировали. Также в этом сезоне победил в эстафете 4 × 400 метров на летнем чемпионате России в Чебоксарах и в эстафете 400 + 300 + 200 + 100 метров на чемпионате России по эстафетному бегу в Сочи.
На чемпионате России по эстафетному бегу 2010 года в Сочи выиграл эстафету 400 + 300 + 200 + 100 метров и стал серебряным призёром в эстафете 800 + 400 + 200 + 100 метров.
В 2011 году получил серебро в эстафете 4 × 400 метров на чемпионате России в Чебоксарах и в эстафете 400 + 300 + 200 + 100 метров на чемпионате России по эстафетному бегу в Сочи.
В 2012 году в 400-метровом беге выиграл бронзовую медаль на зимнем чемпионате России в Москве и дошёл до полуфинала на чемпионате мира в помещении в Стамбуле. Принимал участие в чемпионате Европы в Хельсинки — в эстафете 4 × 400 метров не смог пройти дальше предварительного квалификационного этапа.
Завершил спортивную карьеру по окончании сезона 2014 года.